# Al-Mo'alla
Al-Mo'alla (o Moalla o Al-Moalla) és una necròpoli de les muntanyes de la part oriental del Nil, a uns 32 km al sud de Luxor. Hi ha dues tombes importants de monarques de finals de l'Imperi antic o del primer període intermedi.
La tomba principal és la d'Ankhtifi o Ankhtify, localitzada per un arqueòleg francès als anys 20 del segle passat, que va governar sobre Edfú i Hieracòmpolis; fou supervisor de sacerdots i nomarca o governador d'alguns districtes entre Edfú i Armant. Té nombroses escenes pintades que aporten llum al període que va viure (el primer període intermedi). Una tomba capella tallada a la roca és l'únic que resta del seu monument funerari. Una sala rectangular que tenia nombroses columnes (avui la majoria ja no hi són) i pintures en les quals apareix la seva família (la seva dona); la tomba és a la part central enfront d'una falsa porta. Conté també pintures a les columnes. La seva biografia és escrita a la tomba i descriu una època de fam (de la qual es proclama salvador). Esmenta les ciutats d'Hefat (podria ser el nom de la necròpoli) i Hor-mer (de situació incerta). Es defineix com "un heroi sense parangó". L'estudi arqueològic sembla demostrar que, a l'inici, la tomba era una piràmide però probablement natural, que fou envoltada per centenars de tombes i va perdre aquesta condició. El fet de la piràmide estaria vinculat amb la reialesa i, per això, Ankhtifi és considerat un faraó (Neferkare Ankhtify).
La tomba de Sobekhotep és a poca distància de l'anterior, i també és una tomba capella, segurament del primer període intermedi. No està tan ben conservada com l'altra i té tres llocs d'enterrament en comptes d'un. Té també nombroses pintures en les quals apareixen la dona i fill.